# Tour d'Allemagne 2003
Le Tour d'Allemagne 2003 est la 27e édition de cette course cycliste par étapes. Elle s'est déroulée du 3 au 9 juin. Elle est remportée par l'Australien Michael Rogers, de l'équipe Quick Step-Davitamon. L'épreuve est marquée par le décès du coureur français Fabrice Salanson, mort dans son sommeil à la veille du départ.

## Les étapes
| Étape     | Date   | Villes étapes             | Distance (km) | Vainqueur d'étape | Leader du classement général |
| 1re étape | 3 juin | Dresde - Altenbourg       | 184,1         | Erik Zabel        | Erik Zabel                   |
| 2e étape  | 4 juin | Altenbourg - Kronach      | 183,4         | Gerben Löwik      | Grégory Rast                 |
| 3e étape  | 5 juin | Cobourg - Ansbach         | 191,7         | Léon van Bon      | Grégory Rast                 |
| 4e étape  | 6 juin | Ansbach - Bad Wurzach     | 222           | Ivan Quaranta     | Grégory Rast                 |
| 5e étape  | 7 juin | Ravensbourg - Feldberg    | 191           | José Azevedo      | José Azevedo                 |
| 6e étape  | 8 juin | Bretten - Bretten         | 40,7 (clm)    | Michael Rogers    | Michael Rogers               |
| 7e étape  | 9 juin | Bad Dürkheim - Sarrebruck | 173,2         | Olaf Pollack      | Michael Rogers               |

## Équipes participantes
Dix-sept équipes sont initialement engagées dans le Tour d'Allemagne, mais seulement seize y participent, à la suite du retrait de l'équipe Brioches La Boulangère après le décès de l'un de ses coureurs.
| - Quick Step-Davitamon - CCC Polsat - Team Bianchi - Telekom - Vlaanderen-T Interim |  | - Lotto-Domo - Gerolsteiner - AG2R Prévoyance - Brioches La Boulangère |  | - Saeco - Crédit agricole - Fassa Bortolo - Bankgiroloterij |  | - Once - Phonak - Team Fakta - Wiesenhof |

## Classements

### Classement général
|     | Cycliste             | Équipe               | Temps               |
| --- | -------------------- | -------------------- | ------------------- |
| 1er | Michael Rogers       | Quick Step-Davitamon | en 28 h 49 min 58 s |
| 2e  | José Azevedo         | Once-Eroski          | + 1 min 19 s        |
| 3e  | Alexandre Vinokourov | Telekom              | + 1 min 52 s        |
| 4e  | Jörg Jaksche         | Once-Eroski          | + 1 min 54 s        |
| 5e  | Jan Ullrich          | Bianchi              | + 2 min 1 s         |
| 6e  | Isidro Nozal         | Once-Eroski          | + 2 min 18 s        |
| 7e  | Patrik Sinkewitz     | Quick Step-Davitamon | + 2 min 33 s        |
| 8e  | Paolo Savoldelli     | Telekom              | + 2 min 52 s        |
| 9e  | Fabian Cancellara    | Fassa Bortolo        | + 2 min 53 s        |
| 10e | Geoffrey Demeyere    | Vlaanderen-T Interim | + 3 min 12 s        |

### Classements annexes
| Pos | Coureur        | Pays      | Équipe               | Pts |
| --- | -------------- | --------- | -------------------- | --- |
| 1   | Erik Zabel     | Allemagne | Telekom              | 88  |
| 2   | Stuart O'Grady | Australie | Crédit agricole      | 53  |
| 3   | Michael Rogers | Australie | Quick Step-Davitamon | 52  |

| Pos | Coureur           | Pays      | Équipe          | Pts |
| --- | ----------------- | --------- | --------------- | --- |
| 1   | Bram Schmitz      | Pays-Bas  | Bankgiroloterij | 15  |
| 2   | Kurt Asle Arvesen | Norvège   | Fakta           | 14  |
| 3   | Jörg Jaksche      | Allemagne | Once-Eroski     | 14  |

#### Classement par équipes
| Pos | Pays                 | Équipe    | Temps            |
| --- | -------------------- | --------- | ---------------- |
|     | Quick Step-Davitamon | Belgique  | 86 h 35 min 12 s |
| 2   | Once-Eroski          | Espagne   | + 2 s            |
| 3   | Telekom              | Allemagne | + 3 min 29 s     |